# 鼯鼠
鼯鼠族（Pteromyini）通稱鼯鼠、飛鼠、古時又稱鸓、耳鼠、夷由、飞鸓、飞生、飞生虫、飞生鸟、飞虎、松猫兒，是松鼠科下的一個族。其飞膜可以帮助其在树中间快速的滑行，但由于無法產生足夠的升力，因此鼯鼠只能在树、陆中间滑翔。鼯鼠可以滑翔但不能真正的飞行。
目前鼯鼠分布于亚洲、欧洲和美洲的热带与温带雨林中，人类已发现多达43个不同种类的鼯鼠。由于近年来的大量猎杀，鼯鼠很有灭绝的可能。
飛鼠是夜行性動物。

## 历史

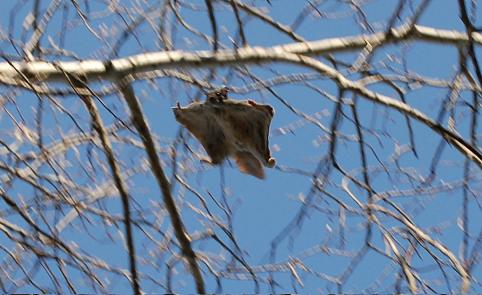
滑翔飛行的鼯鼠

最早记载鼯鼠并且给予定义的是公元前三世纪中国的词典《尔雅》。但由于科技等多种原因的不发达，对鼯鼠的定义比较含糊，并且由于鼯鼠可以滑行将其定义为鸟类的一种。后随着时间的推移越来越多人开始研究鼯鼠这一动物，並細分出多個屬。鼯鼠在古代人眼中有着多种本领，确也有多种不足:《荀子‧勸學篇》說：“鼯鼠五技而窮：能飞不能上屋，能缘不能穷木，能游不能渡谷，能穴不能掩身，能走不能先人”。明代旅行家馬歡著的《瀛涯勝覽》內的啞魯國提到東南亞種鼯鼠：「山林中出一等飛虎，如貓大，遍身毛灰色。有肉翅，如蝙蝠一般，但前足肉翅生連後足，能飛不遠。」

## 型態與生活方式
鼯鼠為松鼠科，后肢之间有皮肤薄膜相连，可以作松鼠般的长距离跳跃。幼年鼯鼠一般体长13厘米以上，成年鼯鼠则长50厘米以上。鼯鼠为夜行动物，居住于树中，以坚果、水果、植物嫩芽、昆虫和小型鸟类为食。鼯鼠一般长有二十二颗牙齿。普通鼯鼠可以生存12年之久。

### 「飛行」

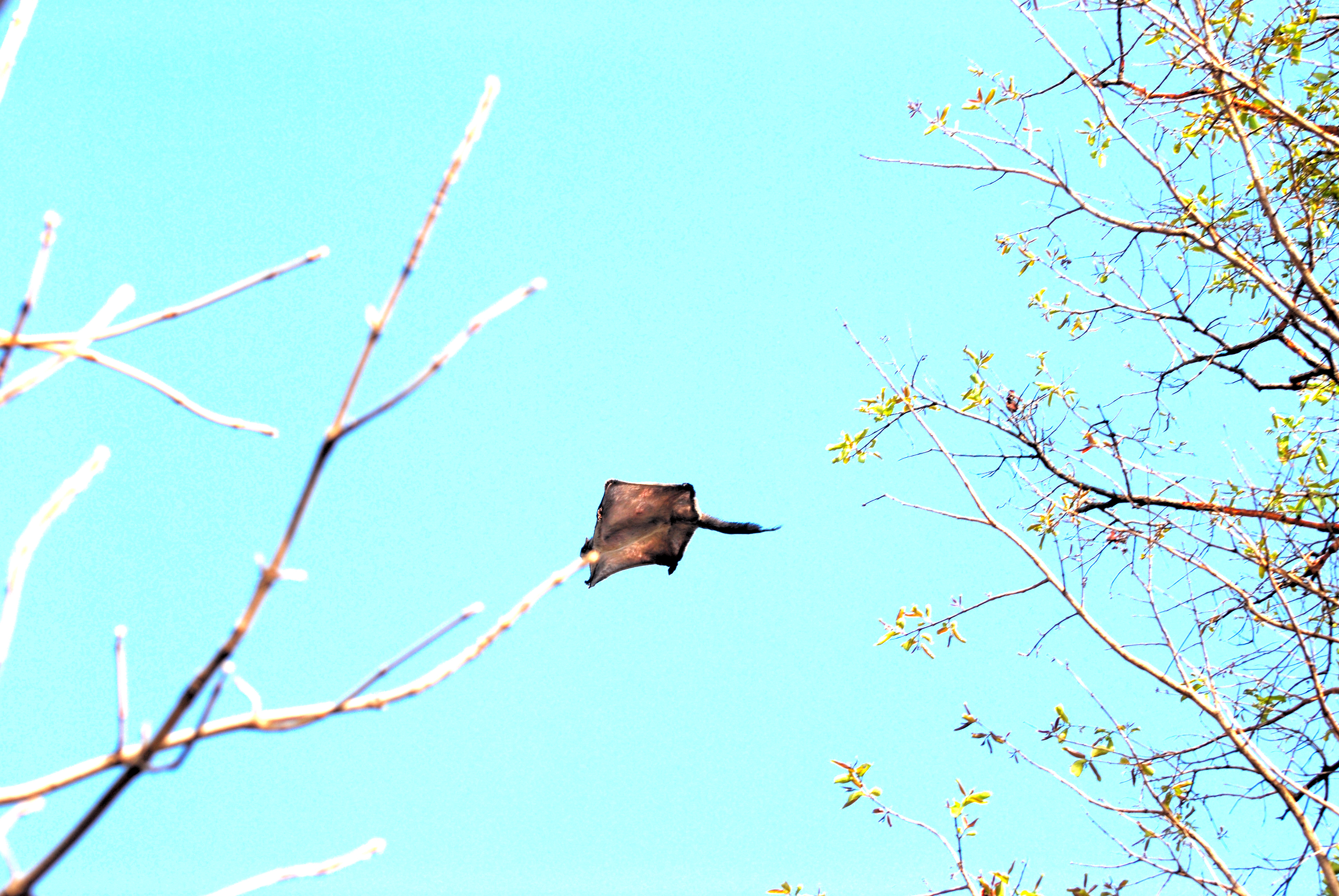
滑翔中的南方鼯鼠(Glaucomys volans)

由于鼯鼠可以滑翔，因此得名飞鼠。飞鼠还可以进行类似松鼠的长距离的跳跃。鼯鼠的滑行得利于其飞膜以及尾巴，其飞膜可以撑开以起到翅膀作為滑翔，而其尾巴可以控制方向。一只普通鼯鼠可以滑翔47米左右，有人曾经录得一飞膜滑行150米之远。由于鼯鼠的独特飞行生活，经常用于研究之用。

## 保育狀況
几年来，因为多种原因，鼯鼠遭到了严重的捕猎。目前，部分鼯鼠于中国大陆为保护动物，如果恶意捕捉可以因此得到拘留十天以上。此外，猫常常以其为食。

## 分類
鼯鼠类动物曾归属于一个独立的鼯鼠科（Pteromyidae），根据Wilson等（2005）的分类系统，将原鼯鼠科改为松鼠科松鼠亚科内的一个族，但在中国大陆学术界基于形态、起源等因素仍视其为独立科。
鼯鼠族可分2個亞族、15個屬。細分如下：
- 熒鼯鼠亞族 Glaucomyina 
  - 喀什米爾飛鼠屬 Eoglaucomys 

  - 北美飛鼠屬 Glaucomys 

  - 箭尾飛鼠屬 Hylopetes 

  - 喜鳴飛鼠屬 Iomys 

  - 小飛鼠屬 Petaurillus 

  - 低泡飛鼠屬 Petinomys
- 鼯鼠亞族 Pteromyina
  - 溝牙鼯鼠屬 Aeretes 

  - 黑飛鼠屬 Aeromys 

  - 毛足飛鼠屬 Belomys 

  - 比氏鼯鼠屬 Biswamoyopterus 

  - 絨鼯鼠屬 Eupetaurus 

  - 大飛鼠屬 Petaurista 

  - 歐亞飛鼠屬 Pteromys 

  - 煙青飛鼠屬 Pteromyscus 

  - 複齒鼯鼠屬 Trogopterus

## 参看
飞鼠 (妖怪)，中国神话的妖怪。

## 延伸阅读
[在维基数据编辑]
 《欽定古今圖書集成·博物彙編·禽蟲典·鼯鼠部》，出自陈梦雷《古今圖書集成》

## 外部連結
- 台灣原住民辭典-鼯鼠 （页面存档备份，存于）